# Anorganické kyseliny
Anorganické kyseliny (také minerální kyseliny) jsou kyseliny odvozené od jedné nebo více anorganických sloučenin. Všechny tyto kyseliny uvolňují vodíkové kationty a ve vodných roztocích tvoří konjugované báze.

## Charakteristika
K běžně používaným minerálním kyselinám patří kyselina sírová, chlorovodíková a dusičná. Minerální kyseliny mohou být velmi silné (superkyseliny, například kyselina chloristá) i slabé (například kyselina boritá). Jsou většinou velmi dobře rozpustné ve vodě a nerozpustné v organických rozpouštědlech.
Anorganické kyseliny se používají v mnoha oblastech chemického průmyslu jako výchozí suroviny pro výrobu dalších látek, organických i anorganických. Velká množství těchto kyselin – hlavně kyseliny sírové, dusičné a chlorovodíkové – se pro komerční použití vyrábějí ve velkých továrnách.
U anorganických kyselin se také často využívá jejich žíravost, například zředěný roztok kyseliny chlorovodíkové se používá na odstranění usazenin z vnitřku ohřívačů vody, přičemž jsou učiněna opatření, aby kyselina nepoškodila ohřívač. Tento proces se nazývá odvápnění.

## Výroba ve světě
| Kyselina       | miliony tun |
| -------------- | ----------- |
| Sírová         | 200         |
| Dusičná        | 60          |
| Fosforečná     | 38          |
| Chlorovodíková | 20          |

## Příklady
- Kyselina chlorovodíková HCl
- Kyselina dusičná HNO3
- Kyselina trihydrogenfosforečná H3PO4
- Kyselina sírová H2SO4
- Kyselina trihydrogenboritá H3BO3
- Kyselina chloristá HClO4
- Kyselina fluorovodíková HF
- Kyselina bromovodíková HBr
- Kyselina jodovodíková HI